# Мунот
Мунот или Мюно (Munot) е кръгов замък от XVI век, намиращ се южно от град Шафхаузен, Швейцария. Обграден е от лозя и е смятан за символ на града. Днес е туристическа атракция и в нея се провеждат различни събития.
Замъкът е построен по проект на художника Албрехт Дюрер.